# Makry-Gialos
Makry-Gialos (Makrigialos) är en ort i Grekland.   Den ligger i prefekturen Nomós Lasithíou och regionen Kreta, i den sydöstra delen av landet, 400 km sydost om huvudstaden Aten. Makry-Gialos ligger 13 meter över havet och antalet invånare är 1 350.
Terrängen runt Makry-Gialos är varierad. Havet är nära Makry-Gialos söderut.  Makry-Gialos är det största samhället i trakten. 